# Bats de Louisville
Les Bats de Louisville  sont une équipe de ligue mineure de baseball basée à Louisville (Kentucky). Affiliés à la formation de baseball majeur des Reds de Cincinnati, les Bats jouent au niveau Triple-A en Ligue internationale. Fondée en 1982, l'équipe évolue au Louisville Slugger Field (13 000 places).

## Histoire
À la suite du transfert des Redbirds de Springfield à Louisville, la franchise fut fondée en 1982 sur le nom des Redbirds de Louisville avant d'être rebaptisée les RiverBats de Louisville en 1999 puis les Bats de Louisville en 2002.
En 1983, Louisville fut la première franchise de ligue mineure à attirer plus d'un million de spectateurs sur une saison.

## Palmarès
- Champion de la Ligue internationale : 2001.
- Champion de l’Association américaine : 1984, 1985 et 1995.
- Vice-champion de l’Association américaine : 1983.